# Істинне значення
Істинне значення (фізичної величини) (англ. true value (of a quantity)) — значення фізичної величини, яке ідеально відображало б певну властивість об'єкта.
Істинне значення фізичної величини — значення фізичної величини, яке ідеальним чином характеризує в якісному та кількісному відношенні відповідну фізичну величину.
Дане поняття використовується для визначення похибки вимірювання відповідно до теорії похибок вимірювання. В теорії невизначеності вимірювань така характеристика фізичної величини відсутня, що являє собою одну з головних ознак відмінності підходів теорії похибки вимірювань та теорії невизначеності вимірювань.
Істинне значення вимірюваної величини скоріше теоретичне поняття і не може бути відомим. Тому замість нього на практиці для оцінювання похибки результату вимірювання використовують умовно-істинне значення фізичної величини або дійсне значення фізичної величини.